# René Trost
Pour les articles homonymes, voir Trost.
René Trost est un footballeur néerlandais devenu entraîneur né le 31 janvier 1965 à Kerkrade (Limbourg, Pays-Bas).
Il a joué quinze saisons comme défenseur à Roda JC (323 matches et 23 buts marqués), avant de faire une carrière de technicien dans le même club : il est adjoint de l'entraîneur de 1998 à 2005. 
Il dirige ensuite les joueurs de Patro Eisden Maasmechelen, club de Division 3 belge, avant d'être recruté par le Lierse SK en novembre 2005, pour remplacer l'entraîneur Paul Put.
Licencié en novembre 2006 à cause de mauvais résultats, il rejoint un club de Division 2, Lommel, où il officie jusqu'en février 2007.